# ケイレブ・トラスク
ケイレブ・トラスク（Kaleb Trask、1999年1月27日 - ）は、スーパーラグビー・パシフィック、チーフスに所属するラグビーユニオン選手。

## プロフィール
- ニュージーランド・ロトルア出身[1]。
- ポジションはスタンドオフ(SO)、フルバック(FB)。
- 身長 180cm、体重 90kg
- U20ニュージーランド代表に選ばれたことがある[2]。
- マオリ・オールブラックスに選ばれたことがある[3]。

## 略歴
ベイ・オブ・プレンティ、チーフスを経て、2022年、三重ホンダヒートに加入。同年12月17日に行われたJAPAN RUGBY LEAGUE ONE第1節浦安D-Rocks戦にて先発出場で日本での公式戦初出場を果たした。
2024年、チーフスに復帰。